# Oleg Zemlyakov
Oleg Zemlyakov (Russisch: Олег Земляков) (Petropavlovsk, 7 juli 1993) is een Kazachs wielrenner die anno 2018 rijdt voor Apple Team. In 2015 won hij in dienst van Vino 4-ever het Kazachs kampioenschap wielrennen op de weg, voor zijn ploeggenoten Dmitri Loekjanov en Stepan Astafjev. 

## Overwinningen
2014
 Kazachs kampioen tijdrijden, Beloften
2015
Jongerenklassement Ronde van de Filipijnen
Jongerenklassement Ronde van Slowakije
 Kazachs kampioen op de weg, Elite
 Kazachs kampioen op de weg, Beloften
Jongerenklassement Ronde van Bulgarije
Jongerenklassement Black Sea Cycling Tour
2016
1e etappe Ronde van de Filipijnen
Eindklassement Ronde van de Filipijnen

## Ploegen
- 2014 –  Vino 4ever
- 2015 –  Vino 4-ever
- 2016 –  Vino 4-ever SKO
- 2018 –  Apple Team

Adïlov · Ayazbajev · Davïdenok · Fedosejev · Galejev · Gackïy · Gladïlïn · Gorbwşïn · Lavrentev · Lwkyanov · Rïve · Şşerbïnïn · Wsmanov · Zaycev · Zemlyakov